# Quercus miquihuanensis
Quercus miquihuanensis là một loài thực vật có hoa trong họ Cử. Loài này được Nixon & C.H.Müll. miêu tả khoa học đầu tiên năm 1993.